# Каболов, Валерий Владимирович
Кабо́лов Вале́рий Влади́мирович (осет. Къаболаты Валери; родился 11 октября 1958 года в селении Хаталдон Алагирского района СОАССР, РСФСР, СССР) — предприниматель и общественный деятель. Председатель Совета Московской осетинской общины (национально-культурная общественная организация) с 2004 по 2015 годы. Сопредседатель Российского конгресса народов Кавказа. Соучредитель благотворительного фонда «Благотворец».

## Биография
Каболов Валерий Владимирович родился 11 октября 1958 года в селении Хаталдон Алагирского района СОАССР в семье офицера Советской Армии. Окончил среднюю школу № 50 в г. Орджоникидзе (Владикавказ) с золотой медалью, Московский институт управления в 1982 году по специальности «инженер-экономист по организации управления». Кандидат экономических наук (защитил диссертацию в 2005 году — на тему «Демографический потенциал и занятость населения в условиях экономического развития Республики Северная Осетия-Алания)».
С 1982 по 1988 годы работал в системе Минавтотранса РСФСР на следующих позициях: дежурный механик ОТК, инженер-технолог, начальник автоколонны, начальник планово-производственного отдела, главный инженер предприятия, главный инженер производственного объединения.
С 1988 года по настоящее время — предприниматель. Виды деятельности — строительство, производство металлоконструкций, девелопмент, консалтинг, сельское хозяйство, общественное питание.
В 90-е годы Каболов В. В. вместе с Батыровым К. А. и Хаблиевым В. Х. создали «Благотворительный фонд социальной защиты и развития культуры народов Осетии „Благотворец“». Среди прочего фонд оказывал материальную помощь нуждающимся одиноким пенсионерам — выходцам из Осетии, проживающим в Москве (землякам всех национальностей). Фонд прекратил деятельность в 2017 году.
В июле 2009 года сотрудники частного охранного предприятия «Юнион ГАРД-1» ворвались в масках в принадлежащее Каболову здание в 1-м Николощеповском переулке, где располагался его офис. Вызванные на место сотрудники милиции заняли выжидательную позицию, сославшись на наличие у захватчиков документов на здание, якобы проданное Каболовым новому собственнику. Рейдерский захват закончился перестрелкой из травматического оружия, 23 человека были задержаны милицией. Здание возвращено владельцу.
В 2016 году Валерий Каболов и его сын Инал задержаны по обвинению в убийстве водителя азербайджанского бизнесмена, с которым у Каболова был имущественный конфликт.

### Деятельность в Московской осетинской общине

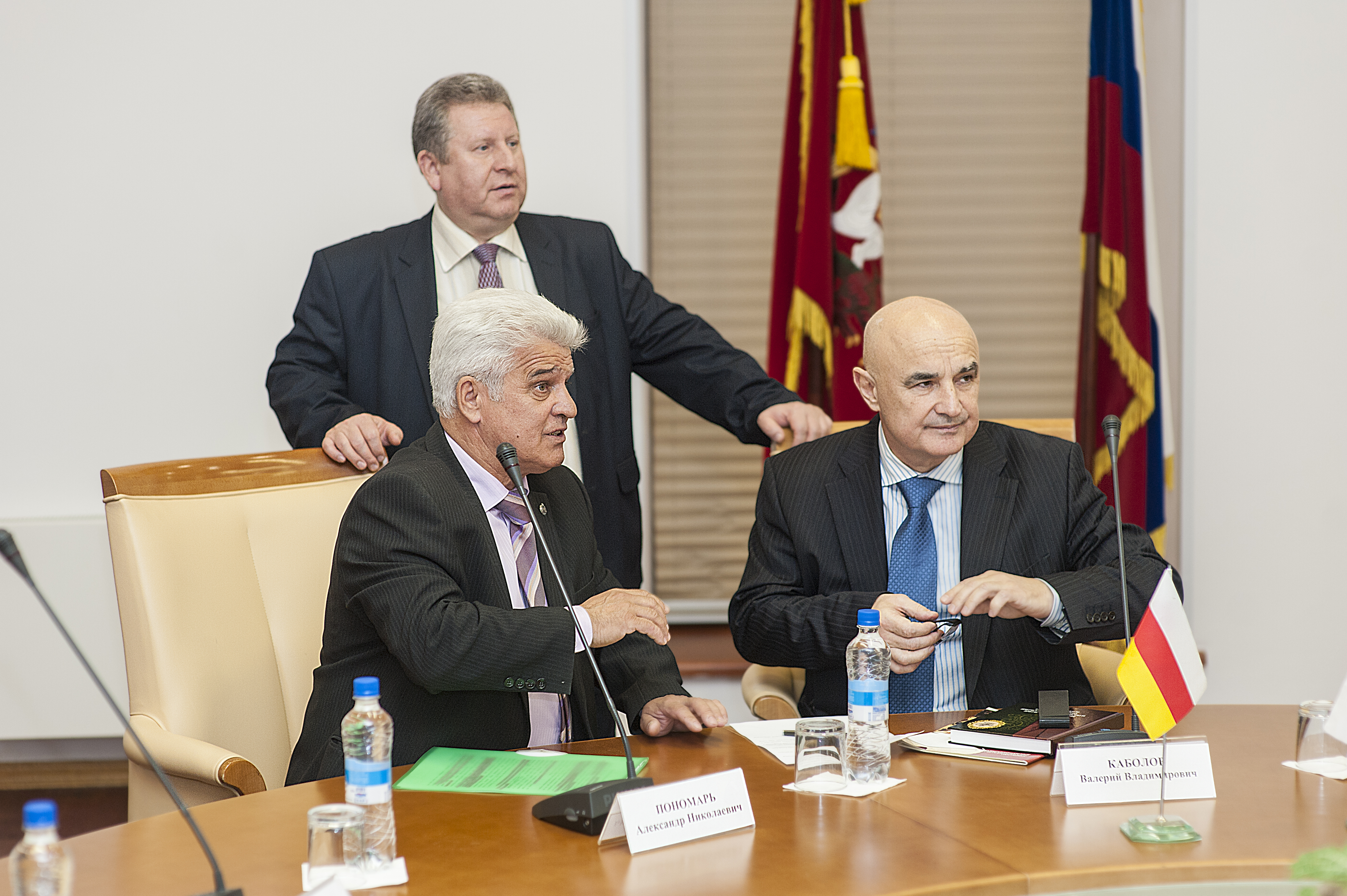
Валерий Каболов (справа) на круглом столе в Московском доме национальностей. 2013 год

В 1994 году избран членом Совета Московской осетинской общины, а в 2004 году — председателем Совета. Избирался на эту должность 5 раз и покинул её в марте 2015 года, оставаясь в Совете в качестве рядового члена Совета.
Возглавляя Совет общины, Каболов Валерий Владимирович учредил премию в тысячу долларов США каждому студенту московских вузов из Осетии, не зависимо от национальности, который получил красный диплом. Награждение обычно проходило в День первокурсника осенью каждого года. Также Московская осетинская община направляла родителям выпускников-отличников благодарственные письма.
После выборов президента Южной Осетии 2011 года Валерий Каболов выступил в защиту Аллы Джиоевой. Когда были назначены повторные выборы, призывал кандидатов уступить ей пост президента в случае победы.
В 2013 году Валерий Каболов был в центре скандала по поводу встречи некоторых членов Совета Московской осетинской общины с патриархом Грузии Илией II, который едва не привёл к расколу общины.

### Семья
Женился в 1981 году. Имеет пятерых детей и четырёх внуков.